# Фрикс
Фрикс (др.-греч. Φρίξος) — сын Афаманта и первой его супруги — титаниды облаков Нефелы. Брат Геллы. Родился в Орхомене либо в Салоне (Фессалия). Ино сожгла семена и вызвала неурожай. Послы от дельфийского оракула, подкупленные Ино, заявили, что для прекращения неурожая нужно принести Фрикса (или Фрикса и Геллу) в жертву Зевсу. Афамант хотел принести их в жертву у статуи Зевса Лафистия.

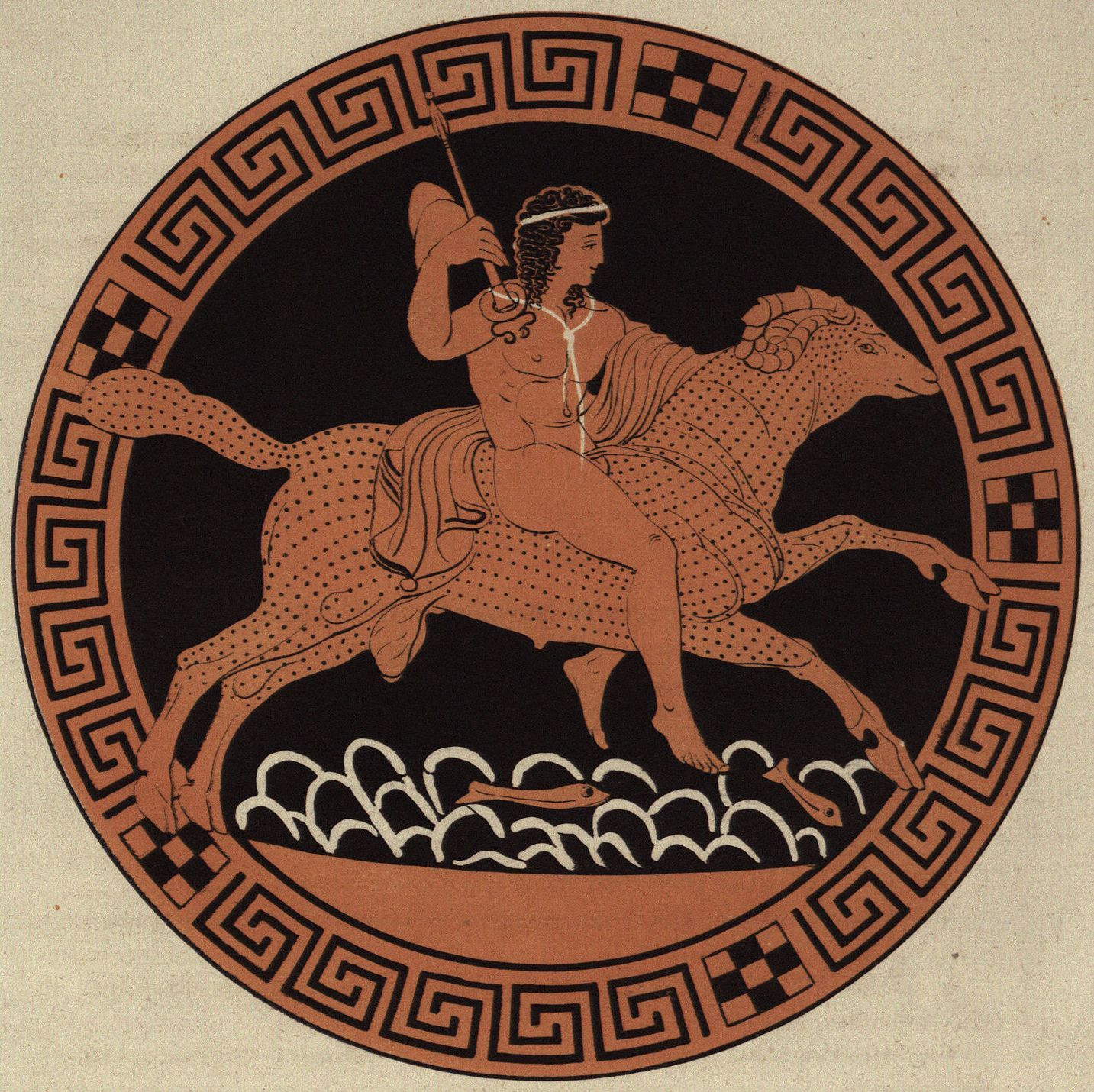
Фрикс верхом на золоторунном баране

Чтобы спасти своих детей от ненависти второй жены Афаманта Ино, Нефела или Артемида послала им волшебного золоторунного овна, который должен был перенести их в Колхиду. Во время бегства Гелла утонула, упав в воды пролива, получившего имя Геллеспонт («море Геллы»; современные Дарданеллы). Фрикс добрался до Колхиды, где принес волшебного барана в жертву Зевсу Фиксию (Лафистию?) и повесил руно на дубе в роще Ареса, либо посвятил руно в храм Ареса, по Гелланику, в храм Зевса.
По версии, Ээт влюбился в него, а Крий («баран») пытался его защитить. Женился на Халкиопе, дочери Ээта (по Геродору), дети Арг, Мелан, Фронтис и Китисор. По Гесиоду и Акусилаю, жена Иофосса, дочь Ээта. По Эпимениду, пять сыновей (включая Пресбона). Ээту знамения предсказывали опасаться смерти от пришельца, потомка Эола, и он убил Фрикса.
По некоторым, царь скифов, который был зятем Ээта, посетил колхов, воспылал к Фриксу страстью и получил его в дар. Полюбив как родного сына, оставил ему царскую власть.
Изображение Фрикса, приносящего в жертву барана, находилось в Афинах. Его могилу посещают аргонавты. Святилище Фрикса показывали на границах Колхиды и Иберии. В стране мосхов было основанное Фриксом святилище Левкофеи и оракул Фрикса, где не приносят в жертву барана, в Иберии был городок Фрикса — Идеесса.
Действующее лицо трагедий Софокла «Фрикс» (фр.721-722 Радт) и «Афамант», двух трагедий Еврипида («Фрикс I» и «Фрикс II»), трагедии Тимокла и Ахея «Фрикс».